# Rubia (Hund)

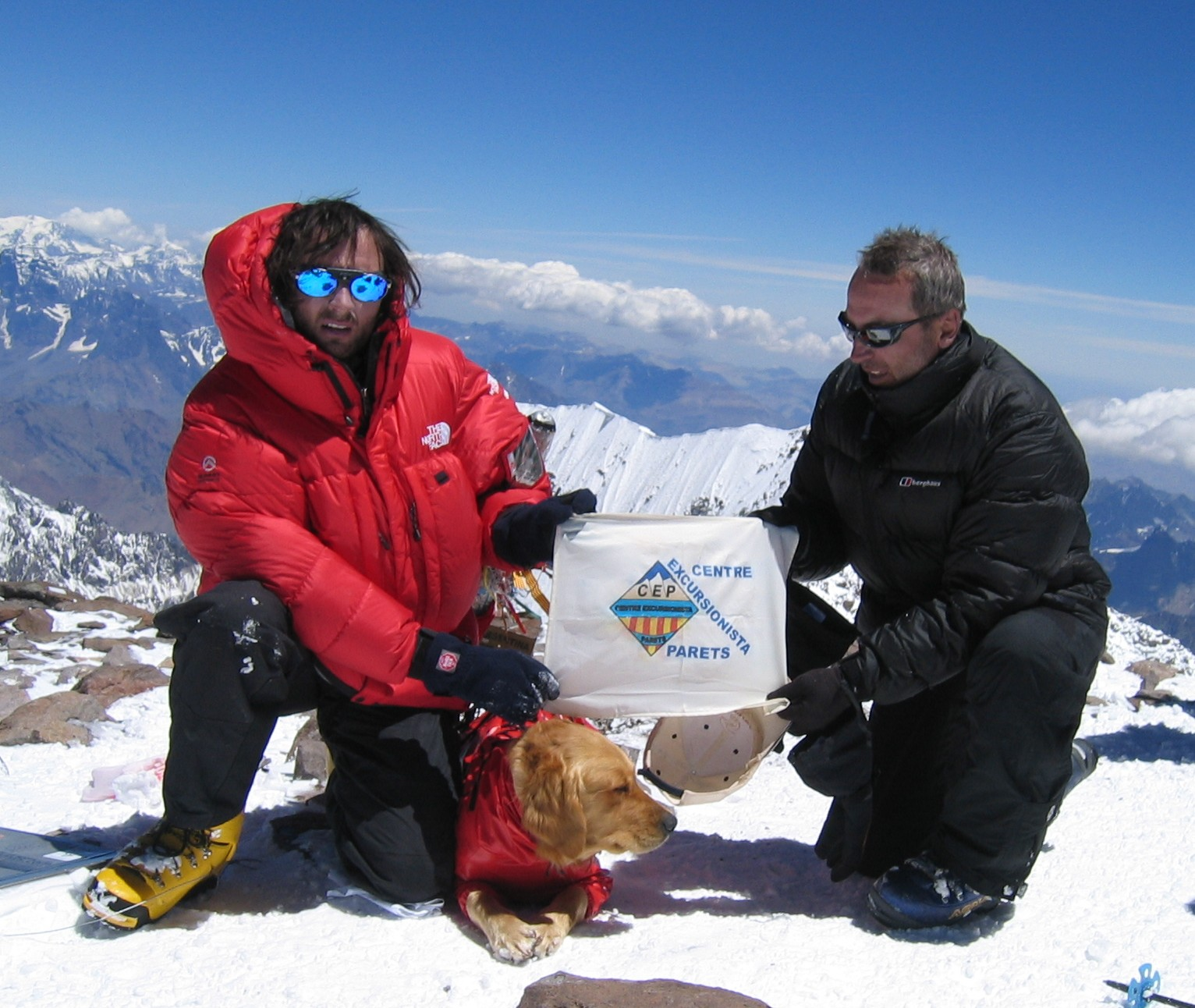
Auf dem Gipfel

Die Hündin Rubia, ein damals 2 Jahre alter Golden Retriever, erreichte im Rahmen einer Studie über Höheneffekte auf Hunde am 19. Januar 2004 die Spitze des höchsten Berges Amerikas, des Aconcagua in Argentinien, 6.959 Meter. Damit hält sie den Weltrekord.
Sie wurde begleitet von ihrem Besitzer, Marc Ortega, 34 Jahre, und dessen Freund Carlos Valverde, 51 Jahre. Beide sind Mitglieder des CEP (Centre Excursionista Parets in Parets del Vallès). Viele Fernsehanstalten im In- und Ausland berichteten über die sportliche Leistung der spanischen Hündin und zeigten das Gipfelbild.